# LifeLock (software)
LifeLock Inc. fue una emmprea de software estadounidense activa entre 2005 y 2016 conocida por su software homónimo de prevención de robo de identidad LifeLock, hoy vendido por la empresa Gen Digital Inc., con sede en Tempe, Arizona, después de que esta última adquiriera LifeLock en 2017. El sistema de LifeLock monitorea el uso de información personal, el robo de identidad y los cambios en la calificación crediticia de sus usuarios. 
LifeLock fue adquirida por la empresa de seguridad informática Symantec el 21 de noviembre de 2016 por 2.300 millones de dólares. Después de que Symantec vendiera su división empresarial a Broadcom, la empresa pasó a llamarse Symantec NortonLifeLock en noviembre de 2019 y fue nuevamente rebautizada como Gen Digital Inc. en 2022. Ese mismo año, la empresa comenzó a ofrecer versiones de su servicio de suscripción Norton 360 con LifeLock incluido.

## Historia
LifeLock fue cofundada en 2005 por Robert J. Maynard y Todd Davis.
Maynard comenzó su carrera fundando el proveedor de servicios de Internet (ISP) Internet America a finales de los años 1990. Davis, ex director ejecutivo de LifeLock, trabajó para Dell antes de fundar Marketing Champions.
Maynard renunció a LifeLock en junio de 2007 después de que se examinaran las acusaciones de que fue víctima de robo de identidad.Davis hizo público su Número de Seguro Social como parte de una campaña publicitaria de 2007 para promover los servicios de protección contra el robo de identidad de la empresa. Sin embargo, Davis fue víctima de 13 casos de robo de identidad entre 2007 y 2008.Respecto a la campaña, Davis dijo: "Estábamos tratando de dejar claro que... todo lo que se necesita es una fuga de datos. El objetivo de esa campaña era tomar medidas proactivas para proteger sus identidades (las de sus clientes)".
En diciembre de 2008, LifeLock celebró un acuerdo con TransUnion, una de las tres principales agencias de crédito, para automatizar el proceso de alertar a los clientes sobre posibles accesos no autorizados a través de sus informes crediticios.
Como parte de un acuerdo de 2009 con Experian relacionado con acusaciones de alertas de fraude falsas, LifeLock creó un servicio que no depende de alertas de fraude.  
En marzo de 2012, LifeLock adquirió ID Analytics, que opera de forma independiente como una subsidiaria de propiedad total Tras el anuncio de la oferta pública inicial (IPO) de LifeLock en agosto de 2012, Hilary Schneider pasó a unirse a la empresa, como presidenta de esta.
En diciembre de 2013, LifeLock adquirió Lemon Wallet, una plataforma de billetera digital, por 42,6 millones de dólares.  
En 2015, la FTC obtuvo una multa monetaria de $100 millones contra LifeLock con $68 millones retenidos para reembolsos de demandas colectivas a clientes en relación con publicidad falsa y acusaciones de entrega fallida de servicios. 
En enero de 2016, la empresa anunció que Hilary Schneider reemplazaría a Todd Davis como director ejecutivo.
LifeLock fue adquirida por Symantec, por 2.300 millones de dólares, el 9 de febrero de 2017. Posteriormente, la empresa comenzó a ofrecer sus servicios de suscripción Norton con LifeLock incluido.

### Fondos
La compañía comenzó con 2 millones de dólares en financiación inicial y otros 5 millones de dólares en su financiación Serie A en 2006 de Bessemer Ventures.
LifeLock recaudó 6 millones de dólares en su financiación serie B de Kleiner Perkins Caufield & Byers en abril de 2007. En enero siguiente, su financiación Serie C recaudó 25 millones de dólares, liderada por Goldman Sachs Group, Inc. En agosto de 2009, una ronda de financiación Serie D recaudó 40 millones de dólares para la empresa. En marzo de 2013, LifeLock recaudó 100 millones de dólares en nueva financiación de capital de Bessemer Ventures Partners, Goldman, Sachs & Co., Kleiner Perkins Caufield & Byers, Symantec Corporation y River Street Management. Los fondos se utilizaron para la adquisición de ID Analytics, una tecnología de predicción del riesgo de robo de identidad.
LifeLock anunció planes de hacer pública su empresa de protección contra el robo de identidad y solicitó una oferta pública inicial por valor de hasta 175 millones de dólares el 28 de agosto de 2012. La empresa cotizó en la Bolsa de Valores de Nueva York a partir del 3 de octubre de 2012, cotizando bajo el símbolo LOCK. LifeLock presentó un formulario ante la Comisión de Bolsa y Valores para cancelar voluntariamente el registro de sus acciones ordinarias en 2017, después de su adquisición por parte de Symantec por 2.300 millones de dólares. 
Tras el cambio de nombre de Symantec en noviembre de 2019, el símbolo bursátil de Symantec se convirtió en NLOK.

## Controversias
Robert J. Maynard, Jr., cofundador de la empresa, dimitió en junio de 2007 tras una controvertida historia publicada en Phoenix New Times sobre su pasado. La publicación mencionaba cuestiones como una quiebra, una investigación de la FTC y casos de robo de identidad . 
La firma recibió una multa de 12 millones de dólares por parte de la Comisión Federal de Comercio, en marzo de 2010, por publicidad engañosa.  La FTC calificó las afirmaciones de marketing anteriores de la compañía como engañosas para los consumidores al afirmar que eran una garantía del 100% contra todas las formas de robo de identidad.
En 2015, la FTC determinó que LifeLock desacataba el acuerdo de 2010, alegando que "no establecieron ni mantuvieron un programa integral de seguridad de la información" y "publicitaron falsamente que protegía los datos confidenciales de los consumidores". La FTC obtuvo una multa monetaria de 100 millones de dólares contra LifeLock para resolver el cargo de desacato. De esa multa, 68 millones de dólares se retuvieron para reembolsos de acciones colectivas a los clientes.

### Violación de datos de 2022
Un ataque mediante relleno de credenciales a los servidores LifeLock en diciembre de 2022 reveló los detalles de más de 6.000 cuentas de usuarios, incluidos nombres, direcciones y números de teléfono. El ataque empleó credenciales (como números de documentos de identidad), de infracciones anteriores, que no estaban relacionadas entre sí ni con las cuentas de los usuarios. Esto provocó una gran cantidad de intentos de inicio de sesión a la aplicación, el 16 de diciembre de 2022, que no lograron tener éxito. En enero de 2023, la empresa se envió la notificación de la infracción.

## enlaces externos
- Sitio web oficial

- Datos: Q6544620